# Meridiana Kamen Team
Meridiana Kamen Team is een Kroatische wielerploeg. De ploeg komt uit in de continentale circuits van de UCI, en dan vooral de UCI Europe Tour. De ploeg is de opvolger van Kalev Chocolate-Merida, dat in 2004 werd opgericht.

## Bekende (oud-)renners
- Salvatore Commesso (2009-2010)
- Gert Jõeäär (2009)
- Aurélien Passeron (2010)
- Erki Pütsep (2010)
- Davide Rebellin (2012)
- Riccardo Riccò (2011)
- Enrico Rossi (2012-heden)
- Miguel Ángel Rubiano (2010)
- Eddy Serri (2009)
- Patrik Sinkewitz (2013)
- Adam Wadecki (2008)

## Seizoen 2014

### Transfers
| Inkomend       | Team 2013                   | Uitgaand | Team 2014 |
| -------------- | --------------------------- | -------- | --------- |
| Davide Mucelli | Ceramica Flaminia-Fondriest |          |           |

## Seizoen 2013

### Overwinningen in de Europe Tour
| Datum         | Wedstrijd                                | Cat. | Winnaar          |
| ------------- | ---------------------------------------- | ---- | ---------------- |
| 16 maart      | 2e etappe Istrian Spring Trophy          | 2.2  | Patrik Sinkewitz |
| 5 september   | 1e etappe Wielerweek van Lombardije      | 2.1  | Patrik Sinkewitz |
| 6 september   | 2e etappe Wielerweek van Lombardije      | 2.1  | Patrik Sinkewitz |
| 5-7 september | Eindklassement Wielerweek van Lombardije | 2.1  | Patrik Sinkewitz |

### Renners
| Naam                | Geboortedatum    | Nationaliteit | Ploeg 2012            |
| ------------------- | ---------------- | ------------- | --------------------- |
| Massimo Demarin     | 25 augustus 1979 | Kroatië       | Loborika Favorit Team |
| Alberto Di Lorenzo  | 22 april 1982    | Italië        |                       |
| Luka Grubić         | 9 augustus 1989  | Kroatië       |                       |
| Marko Herceg        | 30 april 1994    | Kroatië       | Neo                   |
| Alen Ivancec        | 4 juni 1991      | Kroatië       |                       |
| Marko Ivančić       | 24 december 1989 | Kroatië       |                       |
| Emanuel Kišerlovski | 3 augustus 1984  | Kroatië       | Geen                  |
| Pavel Potocki       | 25 december 1993 | Kroatië       |                       |
| Enrico Rossi        | 5 mei 1982       | Italië        |                       |
| Patrik Sinkewitz    | 20 oktober 1980  | Duitsland     |                       |
| Endi Širol          | 20 juni 1992     | Kroatië       |                       |
| Luka Sprajc         | 12 juli 1991     | Kroatië       |                       |
| Antonio Testa       | 5 mei 1984       | Italië        | Team Nippo            |